# Incidente de Pristina
El Incidente del Aeropuerto de Pristina fue un enfrentamiento ocurrido en junio de 1999 en Pristina, entre las fuerzas de la OTAN y las fuerzas rusas por el control del aeropuerto internacional de la ciudad, en el periodo inmediato del fin de la guerra de Kosovo. Tropas rusas ocuparon el aeropuerto antes de la llegada de la Fuerza Multinacional de Seguridad en Kosovo, generando una tensa crisis, que fue solucionada de forma pacífica.

## Trasfondo
La Guerra de Kosovo finalizó el 10 de junio de 1999, tras lo cual una fuerza conjunta de mantenimiento de la paz entre Rusia y la OTAN fue establecida en Kosovo. Rusia había esperado recibir su propio sector de control independiente de la OTAN y el gobierno ruso se molestó cuando este le fue negado. Existían preocupaciones de que un sector separado ruso podría dar paso a una partición de Kosovo entre un norte controlado por los serbios y un sur por los albaneses.
Durante los primeros días de marzo de 1999 las Fuerzas Aliadas de Reacción Rápida de la OTAN fueron desplegadas en Skopje, Macedonia. El propósito era brindar un comando unificado de la OTAN para un número de contingentes, incluyendo un batallón estadounidense que había estado en Macedonia por algunos años, junto con los recién llegados batallones británicos, alemanes, franceses e italianos. La fuerza de la OTAN fue nombrada como Fuerza Multinacional de Seguridad en Kosovo (KFOR), siendo su comandante el Teniente General Mike Jackson, y su oficial superior el Almirante estadounidense James O. Ellis, comandante de la OTAN para Europa, con base en Nápoles. Ellis respondía ante el General Wesley Clark, Comandante Supremo Aliado en Europa. En la práctica Clark pasó por alto a Ellis, hablando directamente con Jackson.

## El incidente
En horas de la mañana del 11 de junio de 1999, una columna de unos treinta vehículos blindados rusos, llevando a unos 250 soldados que formaban parte de la Fuerza Internacional de Mantenimiento de Paz en Bosnia (SFOR), se trasladó hacia Serbia. Esto fue confirmado por el Cuartel Supremo de la Alianza en Europa y por fotografías de la CNN que mostraban como las fuerzas rusas habían pintado rústicamente en sus vehículos las siglas KFOR, que antes decían SFOR. Se asumió que la columna se dirigía hacia el aeropuerto internacional de Pristina, adelantándose a la llegada de las fuerzas de la OTAN.
Al enterarse del despliegue, el General Clark, llamó al Secretario General de la OTAN, Javier Solana, quien le dijo que había una situación de transferencia de autoridad en el área. Tras esto, Clark ordenó a un contingente de paracaidistas británicos y franceses trasladarse en helicóptero para tomar el aeropuerto por la fuerza. A varios oficiales les preocupaba seriamente que las fuerzas serbias pudieran disparar contra los helicópteros, y que una intervención en Kosovo antes de la hora acordada pudiera hacer que los serbios se retiraran del acuerdo. Si la fuerza aerotransportada se hubiera encontrado con problemas, habría sido muy difícil llegar a ellos por tierra a través del montañoso terreno kosovar, en donde se sabía que los puentes y túneles estaban preparados para ser demolidos en cualquier momento.
Como esta operación de retoma del aeropuerto habría estado fuera del acuerdo recientemente firmado para que las fuerzas de la OTAN se trasladaran a Kosovo al día siguiente, los gobiernos nacionales tenían el derecho de retirar sus fuerzas de la operación, por lo que Francia retiró a sus hombres. Las tropas británicas esperaron toda la tarde en un campo de maíz junto a sus helicópteros Chinook, antes de retirarse en preparación a su traslado a Kosovo al día siguiente.
A las 5:00 a. m. del 12 de junio, la 5.ª Brigada Aerotransportada británica comenzó a volar a Kosovo desde Skopje para asegurar la Garganta de Kaçanik, un desfiladero de 16 kilómetros por el que pasaría la 4.ª Brigada Blindada hacia Pristina. Desde allí, las tropas de reconocimiento británicas fueron dirigidas por el Capitán británico James Blunt. Las primeras tropas de la OTAN que entraron en Pristina ese día fueron las fuerzas especiales noruegas del Forsvarets Spesialkommando y los soldados del SAS 22 británico, aunque, para vergüenza de la OTAN, las tropas rusas llegaron primero al aeropuerto.
Los soldados noruegos fueron los primeros en contactar a las tropas rusas en el aeropuerto e informar de los acontecimientos al Teniente Coronel Jackson. Jackson voló en helicóptero a Pristina por la noche para celebrar una conferencia de prensa y luego se reunió con el General Víctor Zavarzin, que comandaba la pequeña fuerza rusa en el aeropuerto. Varias fuentes señalan que, junto a Zavarzin, se encontraba un alto oficial de los Spetsnaz, quien recibía órdenes directas del GNU y quien era el verdadero comandante de la misión. Durante la reunión, que se dio bajo una fuerte tormenta en el destruido terminal del aeropuerto, Jackson compartió anécdotas y una botella de whisky con Zavarzin, lo cual disminuyó en gran medida la tensión del ambiente.
Esa noche, Clark todavía parecía obsesionado con la posibilidad de que llegaran más tropas rusas aerotransportadas, a pesar de que la OTAN controlaba el espacio aéreo. Rusia había colocado varias bases aéreas en espera y preparó batallones de paracaidistas para partir hacia Pristina en aviones de transporte Il-76. Ante el temor de que los aviones rusos se dirigieran al aeropuerto, el general Clark planeó usar helicópteros para bloquear la pista, y solicitó el apoyo del Almirante Ellis. Jackson se comunicó con la brigada estadounidense, y fue informado que Estados Unidos había decidido abandonar la operación. Dos horas más tarde, los estadounidenses confirmaron que si continuaban en la operación, pero para entonces las malas condiciones climáticas hacían imposible cualquier movimiento.
A la mañana siguiente, Clark llegó a la base de operaciones de Jackson en Skopje. Fue informado de que los rusos estaban aislados y no podían recibir soporte aéreo. Así mismo, Jackson le recordó a Clark que el apoyo ruso había sido fundamental para lograr un acuerdo de paz en Kosovo, y que antagonizarlos solo sería contraproducente. Clark se negó a aceptar y ordenó el bloqueo de la pista, alegando ser apoyado por el Secretario General de la ONU. Jackson se negó a cumplir las órdenes de Clark, diciéndole «No voy a comenzar la Tercera Guerra Mundial por usted».
Clark le ordenó a Jackson nuevamente, y de manera directa, que bloqueara la pista. Ante esto Jackson, quien estaba dispuesto a renunciar en lugar de seguir la orden de Clark, sugirió que los tanques británicos serían más adecuados para bloquear la pista que los helicópteros, sabiendo que dicha posibilidad sería vetada por el gobierno británico. Clark estuvo de acuerdo.
El Ministerio de Defensa británico autorizó a Richard Dannatt, comandante de la fuerza británica, a usar cuatro brigadas blindadas para aislar el aeropuerto, pero bajo ninguna circunstancia para bloquear las pistas. Comentando sobre la situación, James Blunt afirmó que hubiera preferido ser sometido a una corte marcial que enfrentarse a los rusos. Las órdenes de Clark no se llevaron a cabo, y en cambio, los Estados Unidos usaron presión diplomática sobre los Estados vecinos de Serbia para que no permitieran a Rusia utilizar su espacio aéreo para transportar refuerzos. Rusia se vio obligada a cancelar el envío de tropas después de que Bulgaria, Hungría y Rumania rechazaron sus solicitudes para utilizar sus espacios aéreos.
Las negociaciones se llevaron a cabo a lo largo del incidente, durante la cuales los rusos insistieron en que sus tropas seguirían de manera exclusiva órdenes rusas, y en mantener su propia zona de control en Kosovo. La OTAN, a sabiendas de la posibilidad de una partición de Kosovo, se negó a estas demandas. Eventualmente se acordó que las tropas rusas actuarían de manera independiente de la OTAN, pero coordinando sus acciones con esta y distribuyéndose por todo el territorio kosovar.

## Tras el incidente
Después del acuerdo, el aeropuerto fue reacondicionado por ingenieros militares británicos, primero como base militar y luego como aeródromo civil. Durante ese periodo, la seguridad de la terminal estuvo en manos de una fuerza conjunta de Rusia y la OTAN. Ante el manejo del incidente en el aeropuerto, el General Hugh Shelton, Presidente del Estado Mayor Conjunto de los Estados Unidos, le recomendó a Wesley Clark retirarse de su cargo en la OTAN. Eventualmente, Clark fue retirado de su cargo dos meses antes de que este terminara.